# چیودا کرپوریشن
چیودا کورپوریشن (به ژاپنی: 千代田化工建設株式会社) شرکت خدمات مهندسی ژاپنی است، که به‌عنوان پیمان‌کار ای‌پی‌سی در زمینه احداث کارخانجات تولید محصولات پتروشیمی، مواد شیمیایی، پالایشگاه‌های نفت، پالایشگاه‌های گاز و پایانه‌های ال‌ان‌جی، نیروگاه‌های برق و دیگر واحدهای صنعتی فعالیت می‌کند.
شرکت چیودا در سال ۱۹۴۸ تأسیس شد. دفتر مرکزی این شرکت در شهر یوکوهاما، استان کاناگاوا قرار دارد و بخشی از سهام آن در بازار بورس توکیو معامله می‌شود.
شرکت میتسوبیشی با ۳۳٫۳ درصد و بانک توکیو-میتسوبیشی یواف‌جی با در اختیار داشتن ۳٫۴ درصد از سهام چیودا، بزرگترین سهام‌داران آن به‌شمار می‌آیند.